# Leeds United Association Football Club 2025-2026
Questa pagina raccoglie i dati riguardanti il Leeds United Football Club nelle competizioni ufficiali della stagione 2025-2026.

## Stagione
La stagione 2025-26 è il 98º campionato professionistico per il club del West Yorkshire, la prima stagione in Premier League a 2 anni dall'ultima volta, dopo la promozione della stagione precedente dalla Football League Championship 2024-2025, ottenuta vincendo il campionato. Questa stagione vede il Leeds impegnato, oltre che in campionato, anche in FA Cup ed in League Cup.

## Divise e sponsor
Lo sponsor tecnico del Leeds per la stagione 2025-2026 è l'azienda tedesca, Adidas.
| Casa | Trasferta | Third |

## Rosa
Rosa e numerazione aggiornata al 19 agosto 2025.
| N. |                        | Ruolo | Calciatore          |
| -- | ---------------------- | ----- | ------------------- |
| 1  | Brasile (bandiera)     | P     | Lucas Perri         |
| 2  | Inghilterra (bandiera) | D     | Jayden Bogle        |
| 3  | Svezia (bandiera)      | D     | Gabriel Gudmundsson |
| 4  | Galles (bandiera)      | C     | Ethan Ampadu ()     |
| 5  | Paesi Bassi (bandiera) | D     | Pascal Struijk      |
| 6  | Galles (bandiera)      | D     | Joe Rodon           |
| 7  | Galles (bandiera)      | A     | Daniel James        |
| 8  | Inghilterra (bandiera) | C     | Sean Longstaff      |
| 9  | Inghilterra (bandiera) | A     | Patrick Bamford     |
| 10 | Paesi Bassi (bandiera) | A     | Joël Piroe          |
| 11 | Stati Uniti (bandiera) | A     | Brenden Aaronson    |
| 14 | Germania (bandiera)    | A     | Lukas Nmecha        |
| 15 | Slovenia (bandiera)    | D     | Jaka Bijol          |
| 17 | Belgio (bandiera)      | A     | Largie Ramazani     |
| 18 | Germania (bandiera)    | C     | Anton Stach         |
| 20 | Inghilterra (bandiera) | A     | Jack Harrison       |
| 21 | Inghilterra (bandiera) | P     | Alex Cairns         |
| 22 | Giappone (bandiera)    | C     | Ao Tanaka           |

| N. |                        | Ruolo | Calciatore            |
| -- | ---------------------- | ----- | --------------------- |
| 23 | Belgio (bandiera)      | D     | Sebastiaan Bornauw    |
| 25 | Inghilterra (bandiera) | D     | Sam Byram             |
| 26 | Galles (bandiera)      | P     | Karl Darlow           |
| 29 | Italia (bandiera)      | A     | Wilfried Gnonto       |
| 33 | Svizzera (bandiera)    | D     | Isaac Schmidt         |
| 44 | Bulgaria (bandiera)    | C     | Ilija Gruev           |
| 50 | Galles (bandiera)      | C     | Charlie Crew          |
|    | Inghilterra (bandiera) | A     | Dominic Calvert-Lewin |
|    | Inghilterra (bandiera) | A     | Sam Greenwood         |
|    | Inghilterra (bandiera) | C     | Darko Gyabi           |
|    | Francia (bandiera)     | P     | Illan Meslier         |

## Risultati

### Premier League
| Arbitro: | Kavanagh |

|                   |           |  |
| Nmecha 84’ (rig.) | Marcatori |  |

| Londra 23 agosto 2025, ore 17:30 WEST 2ª giornata | Arsenal | – referto | Leeds Utd | Emirates Stadium |

| Leeds 30 agosto 2025, ore 17:30 WEST 3ª giornata | Leeds Utd | – referto | Newcastle Utd | Elland Road |

| Hammersmith e Fulham 4ª giornata | Fulham | – referto | Leeds Utd | Craven Cottage |

| Wolverhampton 5ª giornata | Wolverhampton | – referto | Leeds Utd | Molineux Stadium |

| Leeds 6ª giornata | Leeds Utd | – referto | Bournemouth | Elland Road |

| Leeds 7ª giornata | Leeds Utd | – referto | Tottenham | Elland Road |

| Burnley 8ª giornata | Burnley | – referto | Leeds Utd | Turf Moor |

| Leeds 9ª giornata | Leeds Utd | – referto | West Ham Utd | Elland Road |

| Brighton 10ª giornata | Brighton | – referto | Leeds Utd | AMEX Stadium |

| West Bridgford 11ª giornata | Nottingham Forest | – referto | Leeds Utd | City Ground |

| Leeds 12ª giornata | Leeds Utd | – referto | Aston Villa | Elland Road |

| Manchester 13ª giornata | Manchester City | – referto | Leeds Utd | City of Manchester Stadium |

| Leeds 14ª giornata | Leeds Utd | – referto | Chelsea | Elland Road |

| Leeds 15ª giornata | Leeds Utd | – referto | Liverpool | Elland Road |

| Brentford 16ª giornata | Brentford | – referto | Leeds Utd | Brentford Community Stadium |

| Leeds 17ª giornata | Leeds Utd | – referto | Crystal Palace | Elland Road |

| Sunderland 18ª giornata | Sunderland | – referto | Leeds Utd | Stadium of Light |

| Liverpool 19ª giornata | Liverpool | – referto | Leeds Utd | Anfield |

| Leeds 20ª giornata | Leeds Utd | – referto | Manchester Utd | Elland Road |

| Newcastle upon Tyne 21ª giornata | Newcastle Utd | – referto | Leeds Utd | St James' Park |

| Leeds 22ª giornata | Leeds Utd | – referto | Fulham | Elland Road |

| Liverpool 23ª giornata | Everton | – referto | Leeds Utd | Everton Stadium |

| Leeds 24ª giornata | Leeds Utd | – referto | Arsenal | Elland Road |

| Leeds 25ª giornata | Leeds Utd | – referto | Nottingham Forest | Elland Road |

| Londra 26ª giornata | Chelsea | – referto | Leeds Utd | Stamford Bridge |

| Birmingham 27ª giornata | Aston Villa | – referto | Leeds Utd | Villa Park |

| Leeds 28ª giornata | Leeds Utd | – referto | Manchester City | Elland Road |

| Leeds 29ª giornata | Leeds Utd | – referto | Sunderland | Elland Road |

| Londra 30ª giornata | Crystal Palace | – referto | Leeds Utd | Selhurst Park |

| Leeds 31ª giornata | Leeds Utd | – referto | Brentford | Elland Road |

| Manchester 32ª giornata | Manchester Utd | – referto | Leeds Utd | Old Trafford |

| Leeds 33ª giornata | Leeds Utd | – referto | Wolverhampton | Elland Road |

| Bournemouth 34ª giornata | Bournemouth | – referto | Leeds Utd | Vitality Stadium |

| Leeds 35ª giornata | Leeds Utd | – referto | Burnley | Elland Road |

| Londra 36ª giornata | Tottenham | – referto | Leeds Utd | Tottenham Hotspur Stadium |

| Leeds 37ª giornata | Leeds Utd | – referto | Brighton | Elland Road |

| Londra 38ª giornata | West Ham Utd | – referto | Leeds Utd | London Stadium |

## Statistiche

### Statistiche di squadra
| Competizione   | Punti | In casa | In casa | In casa | In casa | In casa | In casa | In trasferta | In trasferta | In trasferta | In trasferta | In trasferta | In trasferta | Totale | Totale | Totale | Totale | Totale | Totale | DR |
| Competizione   | Punti | G       | V       | N       | P       | Gf      | Gs      | G            | V            | N            | P            | Gf           | Gs           | G      | V      | N      | P      | Gf     | Gs     | DR |
| -------------- | ----- | ------- | ------- | ------- | ------- | ------- | ------- | ------------ | ------------ | ------------ | ------------ | ------------ | ------------ | ------ | ------ | ------ | ------ | ------ | ------ | -- |
| Premier League | 3     | 1       | 1       | 0       | 0       | 1       | 0       | -            | -            | -            | -            | -            | -            | 1      | 1      | 0      | 0      | 1      | 0      | +1 |
| FA Cup         |       | -       | -       | -       | -       | -       | -       | -            | -            | -            | -            | -            | -            | -      | -      | -      | -      | -      | -      | -  |
| League Cup     |       | -       | -       | -       | -       | -       | -       | -            | -            | -            | -            | -            | -            | -      | -      | -      | -      | -      | -      | -  |
| Totale         | -     | 1       | 1       | 0       | 0       | 1       | 0       | -            | -            | -            | -            | -            | -            | 1      | 1      | 0      | 0      | 1      | 0      | +1 |

### Andamento in campionato
| Giornata  | 1 | 2 | 3 | 4 | 5 | 6 | 7 | 8 | 9 | 10 | 11 | 12 | 13 | 14 | 15 | 16 | 17 | 18 | 19 | 20 | 21 | 22 | 23 | 24 | 25 | 26 | 27 | 28 | 29 | 30 | 31 | 32 | 33 | 34 | 35 | 36 | 37 | 38 |
| --------- | - | - | - | - | - | - | - | - | - | -- | -- | -- | -- | -- | -- | -- | -- | -- | -- | -- | -- | -- | -- | -- | -- | -- | -- | -- | -- | -- | -- | -- | -- | -- | -- | -- | -- | -- |
| Luogo     | C |   |   |   |   |   |   |   |   |    |    |    |    |    |    |    |    |    |    |    |    |    |    |    |    |    |    |    |    |    |    |    |    |    |    |    |    |    |
| Risultato | V |   |   |   |   |   |   |   |   |    |    |    |    |    |    |    |    |    |    |    |    |    |    |    |    |    |    |    |    |    |    |    |    |    |    |    |    |    |
| Posizione |   |   |   |   |   |   |   |   |   |    |    |    |    |    |    |    |    |    |    |    |    |    |    |    |    |    |    |    |    |    |    |    |    |    |    |    |    |    |

Legenda:

Luogo: C = Casa; T = Trasferta. Risultato: V = Vittoria; N = Pareggio; P = Sconfitta.